# Национальное управление по трудовым отношениям
Национальное управление по трудовым отношениям (англ. National Labor Relations Board, NLRB) — американское независимое федеральное агентство, созданное в период Нового курса Франклина Рузвельта, в 1935 году; наделено полномочиями по обеспечению соблюдения трудового законодательства США: как в отношении ведения коллективных переговоров, так и в сфере предотвращения недобросовестных трудовых практик. В соответствии с Национальным законом о трудовых отношениях 1935 года (законом Вагнера) управление контролирует выборы представителей профсоюзов и может как расследовать, так и устранять «несправедливые методы».
NLRB управляется советом из 5 человек и главным юрисконсультом, которые назначаются президентом США с согласия Сената. Члены совета назначаются на пятилетний срок, а главный юрисконсульт — на 4 года. Генеральный юрисконсульт выступает в качестве прокурора, а Совет действует в качестве апелляционного «квазисудебного» органа. Штаб-квартира NLRB находится в Вашингтоне; управление имеет 30 региональных офисов по всей территории Соединенных Штатов.
Первым председателем NLRB был Дж. Уоррен Мэдден, его административным секретарём — Натан Уитт, вынужденный уйти в отставку, когда всплыло его членство в Коммунистической партии США. Поворотным моментом в деятельности органа стал Закон Тафта-Хартли, существенно ограничивший возможности для забастовок и профсоюзов.